# Comissão de permanência
A comissão de permanência é uma comissão cobrada por instituição financeira do devedor responsável por título vencido de sua carteira.
A Resolução nº 1.129/86, do Banco Central do Brasil, expressamente não permite sua cumulação com juros moratórios.